# Франкенвіні (фільм, 1984)
«Франкенвіні» (англ. Frankenweenie) — другий короткометражний художній фільм, який режисер Тім Бертон зняв на студії «The Walt Disney Company».

## Сюжет

Кадр з Спаркі

Маленький хлопчик Віктор Франкенштейн, знімає фільм, головну роль, в якому, грає його собака Спаркі (бультер'єр). Але Спаркі вбиває автомобіль, Віктор, який вивчав в школі про електричні імпульси в м'язах, вирішив повернути свого улюбленця до життя. Він створює пристрій, який оживляє собаку. Раптом воскреслий, але абсолютно нешкідливий, пес наводить жах на всю округу. Спаркі разом з Віктором тікають і ховаються у вітряку на мініатюрному полі для гольфу. Прибувши до вітряка розлючені сусіди, для того, щоб розгледіти в темряві використали запальничку, але випадково спалахує вітряк. Віктор непритомніє від диму, але його рятує Спаркі, під час падіння вітряка. Натовп усвідомлює свою помилку, і використовуючи акумулятори зі своїх автомобілів "перезаряджає" пса. Пізніше Спаркі закохується в сусідську пуделиху із дивною зачіскою.

## Із історії створення

Кадр з назвою фільму

«Франкенвіні» — це адаптація фільму «Франкенштейн» Джеймса Уейла для дитячої аудиторії. Після тестового перегляду керівництво студії вирішило, що цей фільм буде занадто лякати дітей, і відклав його вихід на невизначений час. На запитання, що саме з фільму слід видалити, щоб він вийшов у прокат, автору відповіли, що «сама по собі атмосфера фільму лякає» і перемонтаж не допоможе. 
В результаті фільм був випущений на відео в "відцензуреному" варіанті, лише вісім років по тому (1992), практично перед виходом у прокат іншої стрічки Бертона, «Жах перед Різдвом», знятої також для Діснея. 
Наприкінці 2007 року було оголошено про запуск нової мультиплікаційної версії фільму.

## Цікаві факти

Спаркі з сусідською пуделихою

- Незадовго до початку зйомок Бертон втратив улюбленого пса в ситуації, схожій на показаній у фільмі.
- Перша поява на екрані авторського трейд-марка - собаки.
- Сцена на цвинтарі й сцена на млині - прямі цитати з Уейловского «Франкенштейна», в яких роль персонажа Бориса Карлоффа замінена собакою.
- Сцена, в якій Спаркі зустрічається з сусідською чорною пуделихою, що має характерну білу пасмо в зачісці, відсилає глядача до образу персонажа Ельзи Ланчестер з фільму Джеймса Уейла «Наречена Франкенштейна».
- Спаркі - кличка пса головного героя як у фільмі так і в житті. Через два роки після участі в «Франкенвіні» Спаркі знявся у Девіда Лінча у фільмі «Синій оксамит».
- За задумом студії Дісней, «Франкенвіні» мав демонструватися в кінотеатрах в одному пакеті з відновленої анімаційної повнометражки «Піноккіо». Причому, під час тестового перегляду, за свідченням Бертона «діти кричали від страху тільки під час «Піноккіо».Після цього випадку Бертон був звільнений зі студії «The Walt Disney Company» з формулюванням «марна трата робочої сили і грошей».